# John Russell Pope
John Russell Pope (New York, 24 aprile 1874 – 27 agosto 1937) è stato un architetto statunitense.
Dopo lunghi viaggi in Europa meridionale, si rifece all'architettura georgiana e a correnti che dall'ottica europea venivano considerate come anacronistiche (Neoclassicismo, Neogotico).

## Opere principali
- House of the Temple, Washington, progettata agli inizi del Novecento;
- National Gallery of Art, Washington, completata nel 1941;
- Jefferson Memorial, Washington, completato nel 1943.